# فرناندو روزاس
فرناندو روزاس (بالبرتغالية: Fernando Rosas) هو مؤرخ وصحفي وسياسي برتغالي، ولد في 18 أبريل 1946 في لشبونة في البرتغال. حزبياً، نشط في Left Bloc (Portugal) ‏. وقد انتخب عضو مجلس الجمهورية ‏.